# Pauline de Meulan
Pauline de Meulan, dite « Mme Guizot » (2 novembre 1773 à Paris - 1er août 1827 à Saint-Ouen-le-Pin dans le Calvados), est une écrivaine et journaliste française.
Première épouse de François Guizot, elle ne doit pas être confondue avec Elisa Guizot née Dillon, sa nièce également femme de lettres et seconde épouse de son mari.

## Biographie

### Origines familiales
Elizabeth-Charlotte-Pauline de Meulan naît à Paris le 2 novembre 1773. Elle est la fille aînée du comte Charles de Meulan, conseiller du roi puis receveur général des finances de la généralité de Paris, et de Marguerite de Saint-Chamans, issue de la vieille noblesse périgourdine. Les Meulan viennent de l'aristocratie militaire et financière du XVIIIe siècle, libérale, déiste et très fortunée jusqu'à la Révolution:178. 

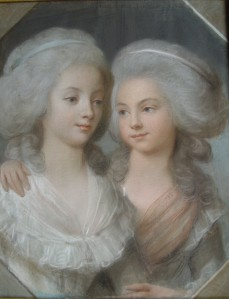
Portrait de Pauline et Henriette de Meulan, anonyme, pastel, fin XVIIIe siècle. Collection particulière, cliché François Louchet.

Elle reçoit une éducation soignée et évolue dans un milieu distingué, sa famille fréquentant notamment des écrivains et moralistes comme Sébastien-Roch Nicolas de Chamfort, Nicolas de Condorcet ou le futur académicien Jean Baptiste Antoine Suard.
Sa mère tient salon à Paris:178. Son frère Edouard mène une carrière à la Cour des comptes. Son frère Théodore mène une carrière dans l'armée et est promu général à la fin de l'Empire:178. Sa sœur Henriette épouse l'ingénieur d'origine irlandaise Jacques Dillon, constructeur du pont des Arts, dont elle est veuve en 1807:178.

### Jeune romancière et journaliste
En 1790, la mort du comte place sa veuve et ses enfants dans la gêne financière. Suard encourage Pauline à perfectionner sa maîtrise de la langue anglaise et la jeune femme commence à écrire. En 1799 paraît son premier roman Les Contradictions ou ce qui peut arriver, suivi de La Chapelle d'Ayton en 1800. Tous deux sont l'oeuvre d' « une personne d'idées, de goût sain et ingénieux » et au style « court, net et clair » selon Sainte-Beuve,.
En 1801, Suard crée le journal Le Publiciste et l'invite à y écrire,:16 sur des sujets aussi variés que la morale, la littérature, les spectacles et les romans. Son talent s'y épanouit et elle devient une feuilletoniste de renom jusqu'à ce que cesse la publication en 1810. La première série de ses articles est publiée en 1802 dans un volume qui n'est pas mis en vente, et dont une très grande partie est insérée dans les Mélanges de Suard en 1803 et 1804. Ses articles sont publiés anonymement ou signés de l'initiale P. Mme de Staël aurait écrit à Suard à leur propos : « J’ai lu avec un plaisir infini plusieurs morceaux de vos Mélanges, et je n’ai pas besoin de vous dire à quelle distance je trouvais ceux signés P. de tous les autres. Mais dites-moi, je vous prie, si c’est Mlle de Meulan qui a écrit le morceau sur Vauvenargues et celui sur le Thibet, les Anglais, etc. C’est tellement supérieur, même à beaucoup d’esprit, dans une femme, que j’ai cru vous y reconnaître ».
Elle contribue également durant cette période, d'après la biographie universelle de Michaud, aux Archives littéraires de l'Europe (1804-1808).

### Le couple Guizot
Au mois de mars 1807, Suard apprend à François Guizot que sa collaboratrice au Publiciste Mlle de Meulan, frappée de « nouvelles douleurs domestiques, et dans un grand dérangement de santé », ne peut rendre ses deux articles hebdomadaires:179. Guizot se propose, sans se déclarer, de lui écrire des articles, dont le premier lui est transmis dès le lendemain. Au bout de quinze jours, l'auteur se fait connaître de Pauline:179, et c'est par l'intermédiaire de Suard que François Guizot et Pauline de Meulan se rencontrent pour la première fois le 13 avril,:16
Pauline et François se marient le 9 avril 1812:178 au temple de l'Oratoire et à l'église de la Madeleine, Pauline étant catholique. 
Le couple qu'elle forme avec François Guizot semble curieux à l'époque : tous deux viennent de milieux très différents et elle est âgée de 14 ans de plus que lui. Le Suisse Marc-Auguste Pictet écrit : « On fait des critiques sur la supériorité d'âge de la dame, on dit qu'ils n'ont rien ni l'un ni l'autre, ce qui est assez vrai, mais ils s'aiment », auquel répond son ami Marignié : « Vous représentez-vous Mlle de Meulan faisant des enfants ? »:179. En 1846, Mathieu Molé écrit dans une notice que Pauline « inspira à M. Guizot le sentiment le plus estimable peut-être et le meilleur qu'il ait jamais ressenti. J'ai su tous les détails de cette union, qui les honorait tous deux, et je n'hésite pas à prononcer que ces années de la jeunesse de M. Guizot formèrent comme un oasis dans sa vie ». Il ajoute que « M. Guizot [a] été capable d'une union toute romanesque, et d'aimer, sinon avec tendresse, du moins avec passion »:179. La belle-mère de Pauline, Elisabeth-Sophie Bonicel, désapprouve le mariage et les deux femmes ne se rencontrent qu'en 1814:174. Charles de Rémusat voit en Pauline « une fille assez agréable, quoique déjà sans jeunesse, très estimée, très appréciée pour sa conduite et son esprit »:179. Gabriel de Broglie dresse le tableau comparatif suivant :
| François Guizot                                           | Pauline de Meulan                                                                      |
| --------------------------------------------------------- | -------------------------------------------------------------------------------------- |
| Provincial, issu de la petite bourgeoisie, sans fortune   | Née d'une famille noble et riche de l'ancien régime. Élevée dans une société brillante |
| Protestant et rigoureux                                   | Catholique et tolérante                                                                |
| Solitaire et renfermé                                     | Va au théâtre et sort dans le monde                                                    |
| Livresque et sérieux                                      | Spirituelle, piquante, cultivant le paradoxe                                           |
| A des lectures religieuses ou philosophique               | Se passionne pour Racine                                                               |
| Dogmatique, théoricien, plein de certitudes métaphysiques | Observatrice, pragmatique, sans grandes convictions                                    |

Le premier fils du couple, François, naît en août 1813 et meurt six semaines plus tard:179. Leur second fils, également prénommé François et dont le parrain est son oncle Jean-Jacques Guizot, naît en 1815.
La production littéraire de Pauline s'éloigne du roman divertissant pour se centrer sur les questions d'éducation et de morale, sous forme de traités, de lettres, de contes, mais également sur des études savantes d'histoire, de politique, ou de littérature. En 1812, elle publie le recueil de contes Les Enfants.
Dès 1808, le couple établit une nouvelle édition française de l'Histoire de la décadence et de la chute de l'Empire romain d'Edward Gibbon, en treize volumes parus en 1812. En 1811, le couple fonde le périodique Annales de l'Education, diffusant notamment les méthodes pédagogiques novatrices de Johann Heinrich Pestalozzi inspirées de l'Emile de Rousseau. Il rédige également une étude sur Corneille:16. En juillet 1817, François Guizot crée et rédige presque seul avec son épouse la revue des Archives philosophiques, politiques et littéraires pendant 18 mois:19.
L'assassinat du duc de Berry le 13 février 1820 provoque le départ du gouvernement de Elie Decazes et la dispersion des « doctrinaires », dont Guizot alors directeur général de l'administration départementale et communale au ministère de l'Intérieur:19. Pauline Guizot reprend alors ses travaux et publie le roman Raoul et Victor ou l'Ecolier en 1821, les Nouveaux Contes en 1823, les Lettres de famille sur l'éducation en 1826, à la forme semi-romanesque et semi-didactique,. Une famille et Conseils de famille paraissent après sa mort, en 1828. Raoul et Victor ou l'Ecolier obtient un prix de l'Académie française en 1822.

### Maladie et mort
La santé de Pauline Guizot, phtisique, s'aggrave durablement en 1826:183. En juin 1827, elle se rend à la station thermale de Plombières, où elle est rejointe par son mari, son fils, sa belle-mère et sa nièce Elisa Dillon âgée de 23 ans:182. Elle meurt le 1er août 1827 de la tuberculose:181. Guizot décrit dans le détail à ses amis les derniers instants de Pauline, passés à écouter son époux lui lire le sermon de Bossuet sur l'immortalité de l'âme : « Nous nous sommes séparés aussi tard qu'il se peut ; elle a vécu aussi avant dans le tombeau, je l'y ai accompagnée aussi loin qu'il peut nous être donné ». Charles de Rémusat, lui-même veuf depuis un an et présent dans le salon jouxtant la chambre mortuaire ce 1er août 1827, embrasse le premier la défunte sur ordre de Guizot, et témoigne 30 ans plus tard : « Il aimait véritablement sa femme. Il ajoutait à ce sentiment ce qu'il ajoute à tout sentiment même sincère, un certain orgueil de l'éprouver et de remplir exemplairement le rôle qu'il impose »:182.  
Pauline Guizot est inhumée au cimetière du Père-Lachaise division 5, chemin Maison, 3ème ligne. Elle est rejointe par son beau-frère Jean-Jacques Guizot en 1835 et par sa belle-sœur Amélie en 1836. Ses restes sont ensuite transférés au cimetière autour de l'église de Saint-Ouen-le-Pin afin d'y rejoindre son mari.  
Elle laisse un fils de douze ans, François:22. Son mari se remarie le 8 novembre 1828 avec Elisa Dillon, sa cadette de 16 ans et fille de la sœur de Pauline, qui vivait déjà sous leur toit:174 depuis 1823:183. 
À sa mort, François Guizot publie deux tomes d’œuvres inédites, sous le titre Conseils de morale, précédés d'une notice sur la vie et l'œuvre de Mme Guizot rédigée par Charles de Rémusat. Il recopie également toutes leurs lettres pour former un livret, et entame même une correspondance posthume avec elle:180. Il commande à Auguste Couder un tableau représentant Pauline, agonisante, plaçant la main d'Elisa dans celle de son époux. La scène est invraisemblable selon Rémusat : « Elle était femme par le cœur, et je serais fort surpris qu'elle ait jamais insinué à son mari d'en aimer une autre ». Sainte-Beuve, dans le portrait qu'il publie en 1836, l'envisage : « En avançant vers la fin, ne devint-elle pas, elle raison si forte et si sûre, une âme douloureuse aussi ? Au milieu de tant d'accords profonds et vertueux, le désaccord enfin prononcé des âges ; ses vœux secrets, une fois sa fin entrevue, pour le bonheur du fils et de l'époux avec une autre qu'elle, avec une autre elle-même... »:184.

### François Guizot fils
Son fils François étudie au collège de Bourbon (aujourd'hui lycée Condorcet), réussit le concours de Polytechnique et commence des études de droit afin d'atteindre la magistrature:191. Son père semble souhaiter le voir s'engager en politique : « Je ne fais aucun effort pour pousser mon fils dans tel ou tel sens ; il est décidé sur le choix de sa carrière. La magistrature lui plaît et me convient. Quand il y sera, s’il prend goût à la politique, et si elle vient le chercher, il aura un point de départ excellent ». 
En août 1836, François Guizot achète le Val-Richer et confie à son fils l'arrangement de la propriété. Il y contracte un rhume, auquel succède la bronchite puis la pleurésie. Début février 1837, il doit s'aliter. Son père suit l'évolution de sa maladie : « Quand je passe une demi-heure assis à côté du lit de mon fils, je saisis une fois, deux fois, l'éclair d'un regard ou d'un sourire affectueux. [...] Je crois qu'il souffre peu ; et pourtant la souffrance est empreinte dans tous ses traits. Il ne faut pas que je laisse ma pensée se fixer là. Je ne pourrais plus l'en rappeler » puis « Je sors de la chambre de mon pauvre enfant. [...] A travers son sommeil, de moment en moment, il me regardait ; deux ou trois fois, j'ai cru entrevoir qu'il y prenait plaisir, un dernier et triste plaisir. Pourquoi ne suis-je pas toujours là ? »:191-192. 
François Guizot fils meurt finalement de pleurésie le 15 février 1837:26;191 : « Il vient de me quitter. J'ai entendu ses derniers soupirs. Ils m'ont éveillé. Je suis arrivé à temps pour les recueillir, pour recevoir son dernier regard. [...] Mon pauvre enfant ! Il m'aimait tant ! Il savait si bien combien je l'aimais ! Nous avons tout aimé ensemble, comme il me le disait il y a quatre jours ! » puis, le lendemain, « La blessure est profonde. Je cherche tout le jour la figure détruite, la parole éteinte de mon pauvre enfant. C'était encore lui. Rien ne ressemble au mal consommé, à l'absence complète »:192. 
Le Moniteur universel annonce sa mort dès le lendemain : « L'aménité de son caractère et l'élévation précoce de son esprit en avaient fait un ami cher à toute la jeunesse de Paris, et un élève précieux aux hommes qui enseignent la science ». A la Chambre des députés, en plein grand débat parlementaire sur l'enseignement secondaire,  le président André Dupin salue au début de la séance du 18 février François Guizot qui « a montré, par sa vertueuse résignation, jusqu'où peut aller le courage dans la douleur ». Le Journal des débats décrit les obsèques : « Au milieu d'une émotion et d'un froissement que la plume se refuse à décrire, M. le ministre de l'Instruction publique a paru, le visage pâle, le front chargé d'amères pensées, ferme cependant, et assez maître de sa douleur pour se montrer sensible à cet immense témoignage de l'estime publique ». Parti de la cour du ministère, le cortège emprunte la rue de Grenelle, le quai d'Orsay, franchit le pont Royal, passe la rue Saint-Antoine jusqu'à la Bastille, puis la rue de la Roquette jusqu'au cimetière du Père-Lachaise (autrefois cimetière de l'Est), « par un chemin fangeux que M. Guizot ne connaît que trop car en moins de six années c'est le quatrième deuil qu'il conduit ! Arrivé en face du caveau funèbre, M. Guizot s'est arrêté ; et là, sans mouvement, sans larmes, sans voix, il a voulu assister pourtant à cette cérémonie douloureuse et suprême : l'inhumation. Le malheureux père, courbé par la douleur, a fléchi le genou devant le corps de son fils, pendant que le ministre protestant appelait les bénédictions du ciel sur ce jeune mort, objet de tant d'amertumes et de regrets sur la terre »:192-193.
A plusieurs reprises, François Guizot évoque dans des lettres à des proches son fils regretté. En juin 1848, il écrit à Amélie Lenormant au sujet du fils de 11 ans de cette dernière : « J'embrasse François spécialement. Il ne sait pas ce que c'est pour moi que d'écrire ou de prononcer son nom ». En juin 1863, il écrit à lady Alice Peel qui vient de perdre son fils aîné : « Moi aussi j'ai perdu, il y a vingt-six ans, un fils charmant, et je le vois, je l'entends comme si je l'avais perdu hier »:193.

### Postérité
En 1855, François Guizot publie dans la Revue des Deux Mondes une étude qu'il édite sous le titre L'Amour dans le mariage, récit de l'amour de William Russell, cadet de famille noble, et de Rachel Vaughan, fille du comte de Southampton, plus âgée et fortunée que lui. Leur amour est possible car « il y avait entre eux trop de sympathie native et intime pour que les considérations et les hésitations du monde les tinssent longtemps séparés ». William Russel meurt 13 ans après son mariage, laissant Rachel avec trois jeunes enfants, comme Guizot à la mort de sa seconde épouse Elisa:181.
L'engouement pour les textes de Pauline Guizot ne se dément pas après sa mort : le catalogue de la Bibliothèque nationale compte près de 200 notices du fait de la réédition en plaquette isolée ou en recueil de nombreux textes, et ce jusqu'en 1901, soit 15 colonnes du catalogue des imprimés, pourtant incomplet:178. Ses œuvres morales ont également inspiré des femmes auteures, qui en proposent des imitations ou des suites : Mme Amable Tastu propose à la demande de Guizot en 1841 une « édition continuée » d'Une Famille, conte moral demeuré inachevé, et Élise Moreau augmente de « moralités en vers » le conte moral de Pauline de Meulan L'Amie des enfants pour sa réédition de 1859:188, avant de proposer en 1868 une édition augmentée en vers des Nouveaux contes. Guizot obtient pour Amable Tastu un premier prix de l'Académie française et favorise la carrière diplomatique de son fils en remerciements:188-189.
L'historiographie moderne constate qu'elle a fréquemment été occultée par mari, son œuvre d'historienne et de critique étant passée sous silence au bénéfice d'écrits jugés plus féminins. Sainte-Beuve lui consacre pourtant en 1836 un portrait repris en volume en 1844, et qui souligne l'originalité de son talent, son absence de pruderie, et une finesse d'écriture propre aux bons moralistes.

## Œuvres
- Les Contradictions, ou ce qui peut arriver (1799)
- La Chapelle d’Ayton, ou Emma Courtenay (traduction-adaptation de l'œuvre de Mary Hays (1800)
- Essais de littérature et de morale (1802)
- Vie des poètes français du siècle de Louis XIV (1813)
- Raoul et Victor ou l'Ecolier (1821)
- Les Enfants, contes à l'usage de la jeunesse (s.d., cerca 1820) puis Nouveaux contes (1823)
- Education domestique ou Lettres de famille sur l'éducation (1826)
- Une Famille (1828 - édition posthume par François Guizot)
- Conseils de morale, ou Essais sur l'homme, la société, la littérature (1828 - édition posthume par François Guizot)